# Kabaret
 "Cabaret" omdirigeres hertil. For anden betydning, se Cabaret (film).
En kabaret er et spisested eller en restaurant med underholdning. Det hed tidligere en sangkro. I reglen mere intim end en revy. Den kan ligge i faste rammer eller være improviseret. I kabareten han indgå sang, musik og poesi, og den kan behandle aktuelle emner med satire. Selve underholdningen kaldes også kabaret.
Konceptet stammer fra Frankrig, hvor den første cabaret var Le Chat Noir fra 1881. Herfra er den spredt særligt iden vestlige verden med betydelig variationer.
I første halvdel af 1900-tallet var europæiske kabaretter kendt for aktuel kultur og debat i kraft af satiren, og i mange lande i Europa mødtes kunstnere, debattører og samfundsinteresserede dels i nattelivet, dels i fællesskabet om debatter og samtaler. Under den første verdenskrig samledes mange på Cabaret Voltair i Zurich,i Schweiz, der blev et samlingssted for dadaister.

## I udlandet

### Frankrig
I Frankrig startede kabaretter som et finere udskænkningssted, men i nogen grad folkeligt. I 1500-tallet adskilte de sig fra de kro-lignende beværtninger ved at servere mad og vin, og blev moderne ved åbningen af Le Chat Noir i 1881, hvor der foruden mad og vin var fast underholdning i form af musik kombineret med satire, humoristiske indslag og tryllekunstnere. Med udbredelsen af film og biografer i begyndelsen af 1900-tallet udviklede franske kabaretter sig med spektakulære indslag som dans. Nu spredte kabaretten sig til Amerika med særlige indslag.
Moulin Rouge i Paris åbnede i 1889.

### Tyskland (fra 1901)
Den særlige tyske Kabarett udviklede sig i 1901 med åbningen af "Überbrettl", hvor den særlige tyske stil kom til at karakterisere weimar-tiden og blev genskabt i tiden efter anden verdenskrig i både Øst- og Vesttyskland. Tysk Kabarett bevarede den intime atmosfære fra almindelig kabaret, men adskilte sig ved satire og underholdning. I særdeleshed grov politisk satire og galgenhumor. Den tyske kabarett blev censureret under første verdenskrig, men blev fri igen efter krigen, hvor den blomstrede. Under Nazistyskland blev den igen undertrykt og denne gang blev kunstnere direkte efterlyst og forfulgt, hvorfor mange flygtede blandt andet til Schweiz og de skandinaviske lande. Efter regimets fald åbnede der ny Kabarett med fokus på Nazismens rædsler.
I dag findes der mange tyske kabaretter dedikeret til den tyske satire, og der har været flere tv programmer direkte inspireret af stilarten.

### USA (fra 1911)
I USA blev kabaretten introduceret af filmpioneren Jesse Louis Lasky i 1911, og den bar præg af den nye bombastiske franske kabaret. Den satiriske del vandt aldrig indpas i Amerika. Den fusionerede derimod hurtigt med jazzen, og udviklede sig til et koncept med musik af store orkestre, solosangere med pianister, stripteases og drag shows, hvor kunstnere efterligner et andet køn, hvortil de gerne sang, dansede eller udførte lignende underholdning.

## eksterne henvisninger
- Wikimedia Commons har flere filer relateret til Kabaret

| Kunst og kultur | Spire Denne artikel om scenekunst og teater er en spire som bør udbygges. Du er velkommen til at hjælpe Wikipedia ved at udvide den. |